# Вельяшев, Леонид Николаевич

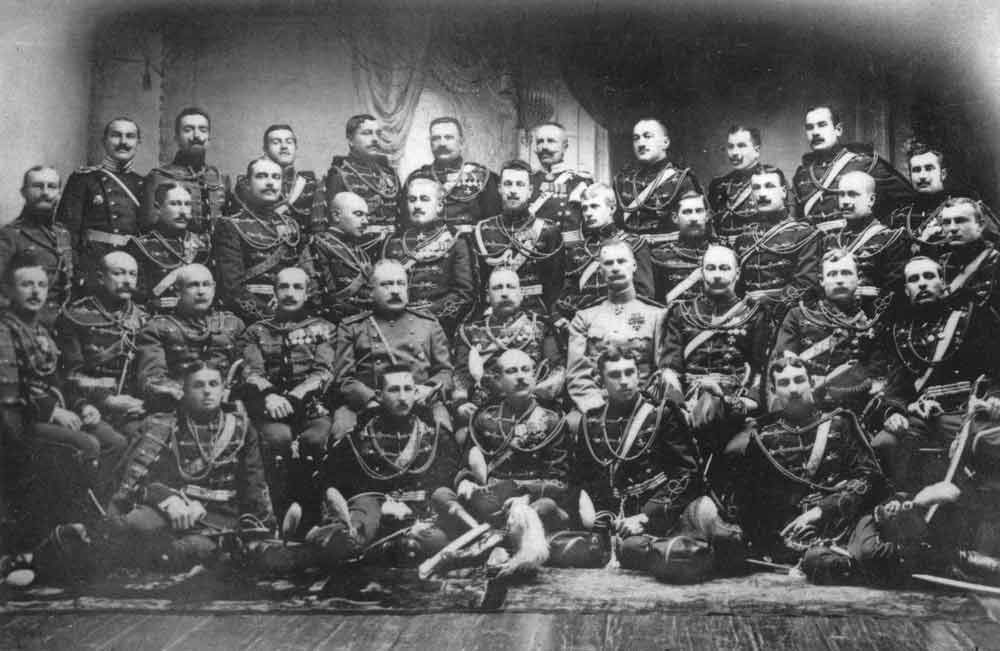
Офицеры 11-го гусарского Изюмского полка, июнь 1910 года. Фото сделано по случаю смены полковых командиров: генерал-майор Л. Н. Вельяшев (в сюртуке, сидит в центре) передаёт должность полковнику Н. Н. фон Мирбаху (справа от него).

Леонид Николаевич Вельяшев (1856—1940) — русский военачальник, генерал от кавалерии.

## Биография
Родился 7 июля 1856 года в православной семье, происходившей из дворян Тверской губернии. Его отец — Николай Иванович Вельяшев, полковник и командир Гусарского Его Королевского Высочества Принца Фридриха Карла Прусского (Ахтырского) полка — принимал участие в Восточной войне, отличившись, в частности, в сражении с турками в апреле 1854 года под Калафатскими укреплениями.
Образование получил в Петровской Полтавской военной гимназии.
В военную службу вступил 10 августа 1873 года. Окончил Николаевское кавалерийское училище в 1875 году. Выпущен в 12-й гусарский Ахтырский полк. Корнет (1875), поручик (1876).
Участник русско-турецкой войны 1877—1878 годов. Был контужен. Штабс-ротмистр (1877, за отличие). Ротмистр с 26 февраля 1890 года. Командир 3-го полевого жандармского эскадрона (14.07.1895-04.06.1901). Подполковник (1896), полковник (1900). Командир 33-го драгунского Изюмского полка с 04.06.1901 по 01.12.1907.
Генерал-майор (пр. 1907; ст. 01.12.1907; за отличие). Командир 2-й бригады 11-й кавалерийской дивизии (01.12.1907-07.05.1910). Командир 1-й бригады той же дивизии (с 07.05.1910).
23 марта 1914 года был уволен со службы с производством в чин генерал-лейтенанта. После начала Первой мировой войны — 26 сентября 1914 года был возвращен на службу с тем же чином и назначением в резерв чинов при штабе Киевского военного округа. Начальник 11-й кавалерийской дивизии (22.10.1914-03.11.1915). С июля 1915 года командовал кавалерийским корпусом (с 13 ноября 1915 года — 5-й кавалерийский корпус).
С 1918 года находился в эмиграции в Польше. После начала Второй мировой войны и вступления РККА на территорию Польши — был арестован органами НКВД.
Умер в тюрьме города Луцка 1 апреля 1940 года.

### Семья
- В 1890 году Вельяшев женился на Ольге Николаевне, вдове своего товарища по Ахтырскому полку — ротмистра Георгия Николаевича Псиола. После рождения сына Дмитрия в 1891 году — брак быстро распался.
- Брат — Вельяшев, Пётр Николаевич.[2]

## Награды
- Награждён орденом Св. Георгия 4-й степени (8 мая 1916) и Георгиевским оружием (10 ноября 1915).
- Также награждён орденами Св. Станислава 3-й степени с мечами и бантом (1877); Св. Анны 3-й степени с мечами и бантом (1877); Св. Владимира 3-й степени (1906); Св. Станислава 1-й степени (1911); Св. Владимира 2-й степени с мечами (1915); Белого Орла с мечами (1915) и другими наградами, в числе которых Орден Короны Румынии.[3]